# Grand dodécicosidodécaèdre ditrigonal
En géométrie, le grand dodécicosidodécaèdre ditrigonal est un polyèdre uniforme non-convexe, indexé sous le nom U42.
Il partage son arrangement de sommets avec le dodécaèdre tronqué. Il partage, de plus, ses arêtes avec le grand icosicosidodécaèdre et le grand dodécicosaèdre.